# Сенковец
Сенковец (Сенковица или Сенкьовица) е река в Североизточна България, област Шумен – община Хитрино, област Разград – общини Самуил и Исперих и Област Силистра – общини Главиница и Ситово, десен приток на р. Дунав (влива се в нея като суходолие), на 405-и km. Дължината ѝ е 101,6 km, която ѝ отрежда 34-то място сред реките на България.
Река Сенковец води началото си под името Сазлъка от извор-чешма „Коса чешме" (на 448 m н.в.), разположена в източната част на село Висока поляна, община Хитрино, в Самуиловските височини. Тече в северна посока, като почти по цялото си протежение долината ѝ е каньоновидна, всечена дълбоко в аптските варовици и льосовата покривка на Лудогорието. След село Китанчево, община Исперих пресъхва, а след село Босна, община Ситово долината ѝ става много широка, на места над 1 км, но отново със стръмни (над 50 m) брегове. Влива се като суходолие отдясно в река Дунав (на 405-и km), на 11 m н.в., срещу българският остров Гарван.
Площта на водосборния басейн на река Сенковец е 553 km2, което представлява 0,07% от водосборния басейн на Дунав. Основен приток е река Ясенковец, вливаща се в нея отдясно като суходолие.
Сенковец е с основно дъждовно-снежно подхранване, но се подхранва и от множество карстови извори, които са частично каптирани. Средният годишен отток при град Исперих е 0,166 m3/s.
По течението на реката са разположени 11 села:
- Област Шумен

Община Венец – Ясенково
- Община Хитрино – Висока поляна;

Община Венец – Ясенково
- Област Разград

- Община Самуил – Кривица, Голяма вода, Кара Михал, Ножарово;
- Община Исперих – Китанчево, Яким Груево;

- Област Силистра

- Община Главиница – Звенимир, Падина;
- Община Ситово – Босна, Гарван.

По горното течение на реката водите ѝ се използват за напояване, като са изградени няколко микроязовира, най-големи от които са „Кара Михал", „Сазлийка", „Исперих", „Китанчево" и др.

## Топографска карта
- Лист от карта K-35-18. Мащаб: 1 : 100 000.
- Лист от карта K-35-6. Мащаб: 1 : 100 000.
- Лист от карта L-35-138. Мащаб: 1 : 100 000.